# Grasim Industries
Grasim Industries Limited ist das Hauptunternehmen der indischen Unternehmensgruppe Aditya Birla Group.
Das Unternehmen stellt Zement, Viskosefaser, Textilien und Chemikalien, vor allem Natronlauge, her.
Gegründet wurde das Unternehmen 1947 unmittelbar nach der Unabhängigkeit Indiens als Textilunternehmen. Die Produktion von Chemikalien 1972 diente zunächst der Rohstoffversorgung für die Viskoseproduktion. Der Einstieg in die Zementfabrikation erfolgte durch eine Übernahme.

## Aktie
Das Unternehmen ist im wichtigsten Börsenindex Indiens, dem BSE Sensex der Bombay Stock Exchange, gelistet.

## Zement
Grasim ist mit seiner Tochterfirma UltraTech Cement der größte Zementhersteller Indiens mit einer Produktionskapazität von 13,12 Millionen Tonnen im Jahr. Es betreibt Zementfabriken in:
- Jawad in Madhya Pradesh,
- Raipur in Chhattisgarh,
- Shambhupura in Rajasthan,
- Malkhed in Karnataka,
- Sikka in Gujarat, und
- Reddipalayam in Tamil Nadu.

## Viskosefaser
Im Textilbereich stellt Grasim 18 Millionen Meter Viskosefaser her. Das sind 266.450 Tonnen pro Jahr und damit ist Grasim der größte Viskosehersteller der Welt. Die Fabriken stehen in
- Nagda in Madhya Pradesh,
- Kharach in Gujarat und
- Harihar in Karnataka.

Exportiert wird in mehr als 50 Länder.

## Chemikalien
1972 begann Grasim mit einer Produktion von 33.000 Tonnen/Jahr Natronlauge für die eigene Viskoseherstellung. Inzwischen wurde diese auf 190.800 Tonnen/Jahr gesteigert (2006), was Grasim zum zweitgrößten indischen Hersteller macht.
Zum Produktionsprogramm gehört inzwischen auch Chlor, Aluminiumchlorid, Schwefelsäure, Vinylsulfat und Rohstoffe für die Produktion von Saccharin und Medikamenten.

## Kritik
Im Arte-Dokumentarfilm Fast Fashion – Die dunkle Welt der Billigmode (2020) wird dargestellt, wie die in der Fast Fashion Industrie beliebte Viskosefaser durch die Aditya Birla Group als besonders umweltfreundlich vermarktet wird. Tatsächlich wird jedoch bei der Herstellung der Faser aus Holz giftiger Schwefelkohlenstoff eingesetzt. Arbeiter sowie Personen, die in der Nähe des Werkes in der Stadt Nagda im indischen Bundesstaat Madhya Pradesh leben, klagen über schwere Gesundheitsschäden. Zudem beschuldigen sie das Unternehmen, weder ausreichende Sicherheitsmaßnahmen getroffen, noch über mögliche Risiken der Viskoseproduktion informiert zu haben. Der Arbeitsmediziner Paul Blanc von der University of California, San Francisco stuft die Vermarktung von Viskosefaser als umweltfreundliche Alternative zu anderen Textilien wie Baumwolle generell als Greenwashing ein.